# Alexander Lake (Lincoln County, Wisconsin)
Der Alexander Lake (auf manchen Karten auch Lake Alexander, beim United States Army Corps of Engineers in einer Liste von 1981 auch Alexander Flowage) ist ein Stausee im Lincoln County, Wisconsin, nordwestlich der Stadt Merrill, mit einer Fläche von circa 250 Hektar (618 Acre) und einer maximalen Tiefe von 11 Metern (36 feet).
Der See wird gestaut durch den Alexander Dam, auf dem sich ein Wasserkraftwerk mit einer Kapazität von jährlich 4,2 MW befindet, betrieben durch den Wisconsin Public Service; eines von 25 Wasserkraftwerken am Wisconsin River. Das Kraftwerk ging 1925 in Betrieb.
Am See befinden sich zwei Bootsstege, einer an der Westseite auf dem Stadtgebiet von Scott am Sunset Drive, der andere an der Südseite am Ende des Forrest Drives. Am Südostufer des Sees befindet sich ein öffentlicher Strand, der „Council Grounds State Beach“, der zum Council Grounds State Park gehört. Der Name Council Grounds rührt daher, dass in ihm ein ehemaliger Versammlungsort der Anishinabe-Indianer vermutet wird.
Der Alexander Lake ist fischreich. Folgende Fischarten kann man in ihm unter anderem finden: Blauer Sonnenbarsch (Lepomis macrochirus), Forellenbarsch (Micropterus salmoides), Glasaugenbarsch (Sander vitreus), Hecht (Esox lucius), Muskellunge (Esox masquinongy) und Schwarzbarsch (Micropterus dolomieu). Als invasive Flusskrebsart wurde der Amerikanische Rostkrebs (Orconectes rusticus), der eigentlich im Ohio River heimisch ist, im See gesichtet.
Der Boden des eutrophischen Sees besteht zu 60 Prozent aus Sand, dazu kommen 15 Prozent Kies, 10 Prozent Felsen und 15 Prozent Schlamm.